# موسى باول
موسى باول (بالإنجليزية: Moses Powell)‏ هو فنان قتالي أمريكي، ولد في 1941، وتوفي في 22 يناير 2005.

## وصلات خارجية
- موسى باول على موقع IMDb (الإنجليزية)